# Nationaal park Collier Range
Het nationaal park Collier Range is een nationaal park in de regio Pilbara in West-Australië. Het ligt ongeveer 880 kilometer ten noordoosten van de West-Australische hoofdstad Perth.
De meest nabijgelegen plaats is Kumarina, het dichtstbij gelegen stadje het ongeveer 170 kilometer noordelijker gelegen Newman. Het nationaal park werd in 1978 opgericht en omvat de 'Collier Range', een gebergte.
De 'Collier Range' varieert van lage heuvels tot bergkammen begrensd door kliffen. De vegetatie bestaat voornamelijk uit Spinifex en Acacia aneura (Engels: mulga). Langs de beken groeit Eucalyptus. Mulga en Ptilotus treft men vooral in het noordoosten van het park aan. In het westen van het park vindt men Spinifex en duinen.
Net als in de nationale parken Karlamilyi en Millstream-Chichester wordt de in de Pilbara levende Pseudomys chapmani in dit park waargenomen. In het gebied met mulga leven de kwetsbare grote langoorbuideldas, de kamstaartbuidelmuis en echte roofbuideldieren.
Het park is niet goed onderhouden en wordt slechts af en toe door parkwachters uit Karratha bezocht. Er wordt gif tegen wilde honden gelegd. Wilde ezels en verloren gelopen runderen zorgen voor beschadigingen. Er wordt niet aan beheerbranden gedaan. Over problematisch onkruid is niets bekend.